# Terobiella adolphi
Terobiella adolphi är en stekelart som först beskrevs av Girault 1931.  Terobiella adolphi ingår i släktet Terobiella och familjen puppglanssteklar. Inga underarter finns listade i Catalogue of Life.